# Viktória Mihályvári-Farkas
Viktória Mihályvári-Farkas (née le 26 novembre 2003) est une nageuse hongroise.

## Palmarès

### Championnats d'Europe
- Championnats d'Europe 2020 à Budapest :
  -  Médaille d'argent du 400 m quatre nages.

### Championnats d'Europe juniors
- Championnats d'Europe juniors 2019 à Kazan :
  -  Médaille d'argent du 400 m quatre nages.
  -  Médaille de bronze du 1 500 m nage libre.